# Enhebrador

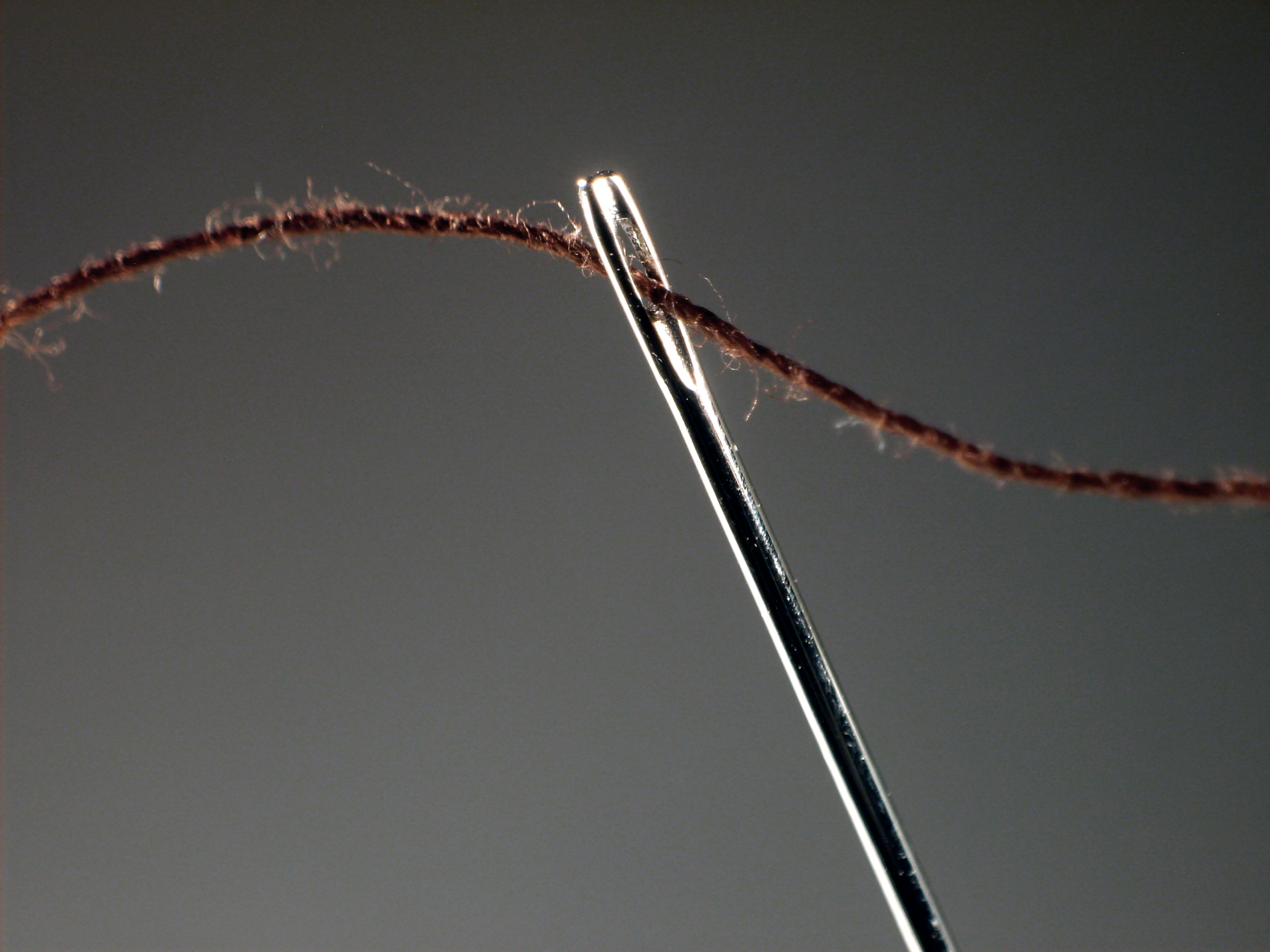
Aguja enhebrada.

Un enhebrador es un pequeño dispositivo auxiliar para facilitar el enhebrado del  hilo a través del ojo de una aguja de coser, sirve de gran ayuda para pasar el hilo (poco rígido) por el pequeño agujero de la aguja sin que el hilo se tuerza, ya que se hace pasar por la aguja un fino bucle de acero, substituye al procedimiento de enhebrar tradicional consistente en mojar la punta del hilo para afinarlo y darle más rigidez.

## Utilización

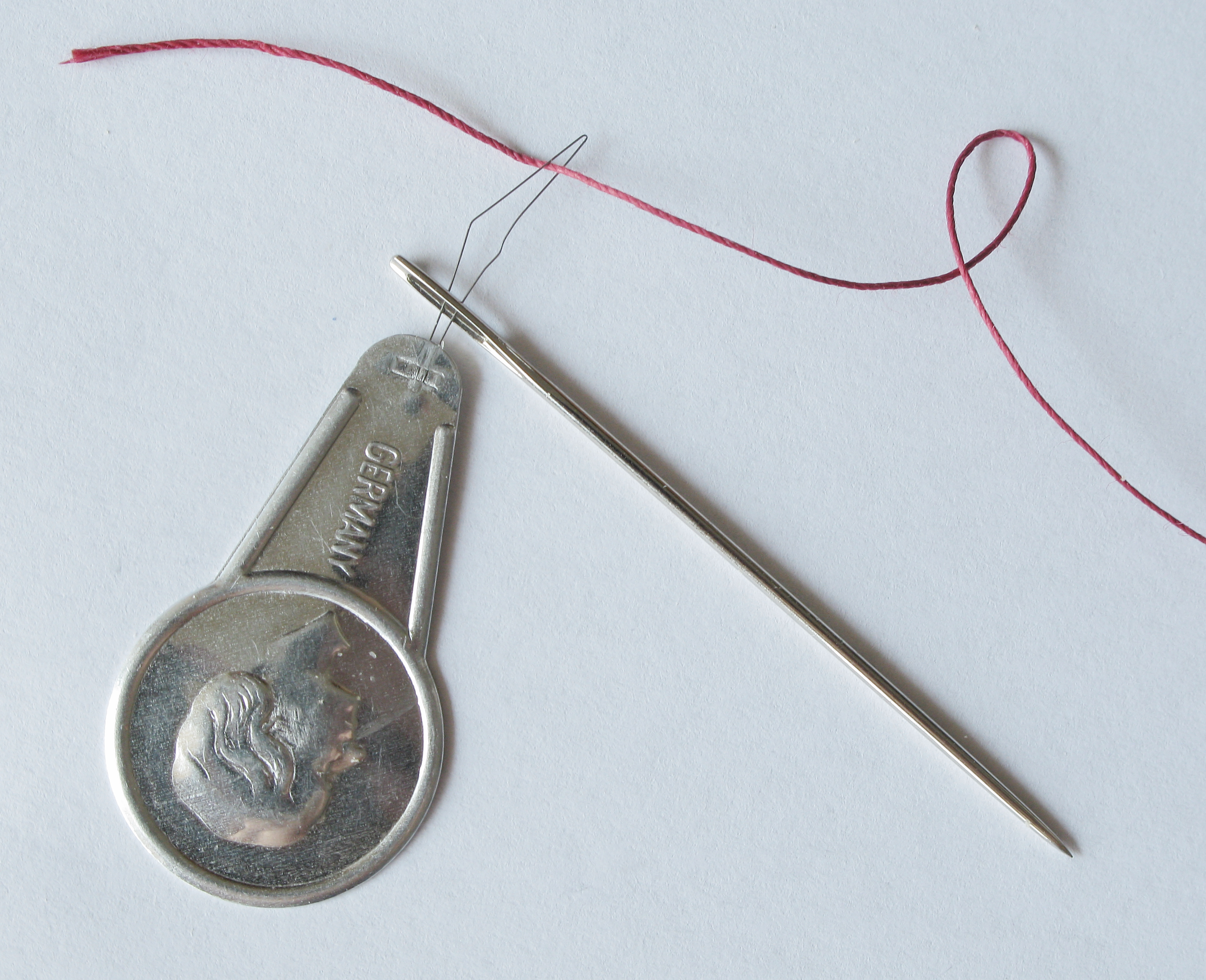
Uso de un sencillo enhebrador

Simplemente, se hace pasar el bucle metálico a través del ojo de la aguja de coser, se introduce el hilo por el bucle en forma de rombo y finalmente se retira enhebrador que en su carrera arrastra el hilo a través del ojo de la aguja.

## Tipos de enhebradores

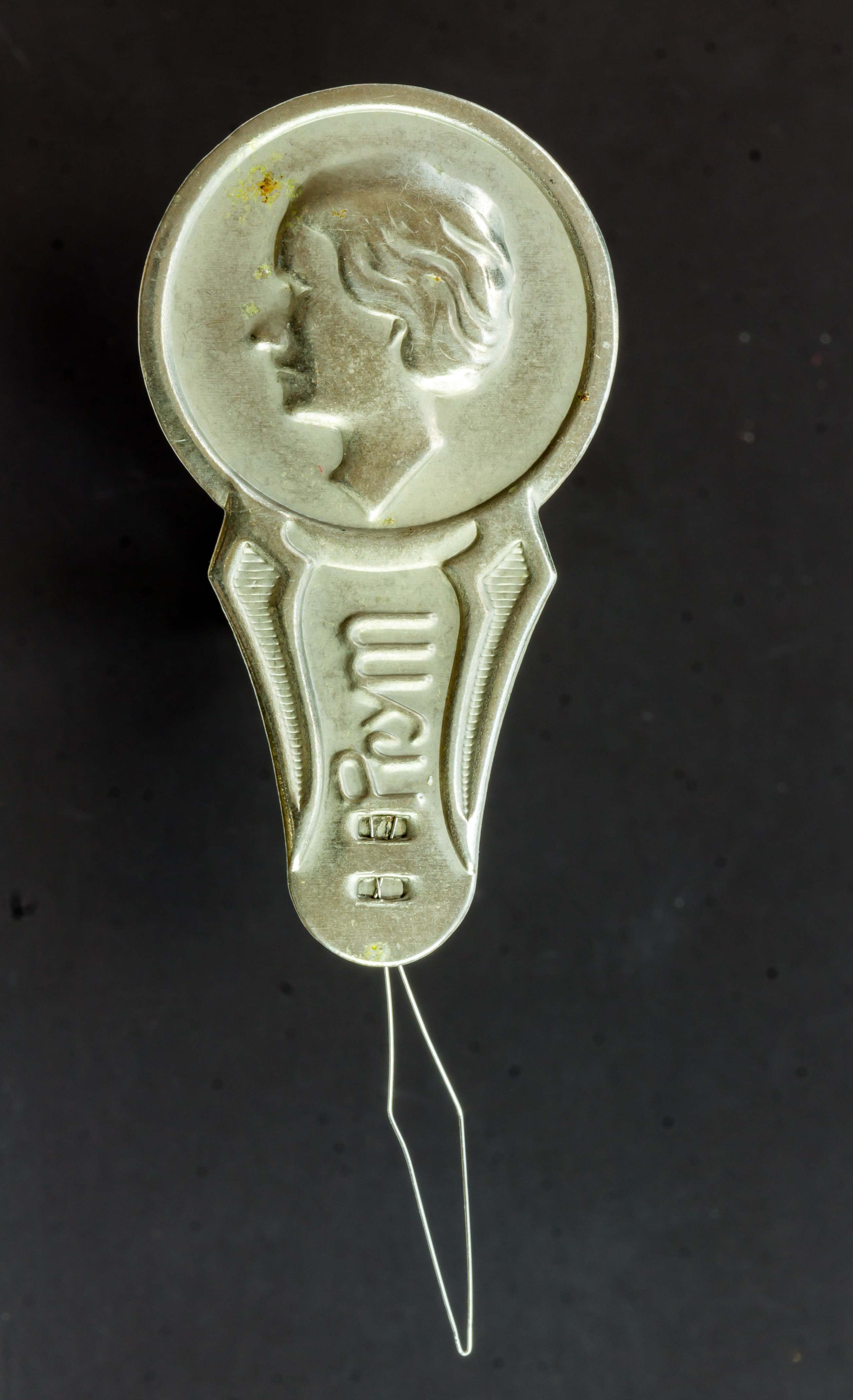
Enhebrador típico

Hay diferentes sistemas, el más simple consiste en una placa (Metálica o de plástico), que sirve de soporte a un bucle de alambre doblado en forma de rombo. De hecho, hoy en día todavía sigue siendo popular el enhebrador de diseño  victoriano (muy parecido a los modernos), que consistía en una pequeña  placa estañada que tenía estampada una imagen de perfil (por lo general una figura femenina) unida a un alambre de acero en forma de rombo.

## Fabricación
El enhebrador se fabrica principalmente de hierro o metal, por medio de un proceso de forjado (el alambre) y estampado (el soporte), aunque hoy día hay soportes de plástico. Para el alambre se empieza calentando el metal al rojo vivo y luego se enfría rápidamente para darle temple.